# Jim Jones (rapper)
Jim Jones, pseudonimo di Joseph Guillermo Jones II (New York, 15 luglio 1976), è un rapper statunitense, membro originale dei Diplomats, anche conosciuto come Dipset.
È anche amministratore delegato della Diplomat Records. Jones è anche regista di video musicali sotto il nome di CAPO, ed ha diretto artisti come Cam'ron, Remy Ma e State Property.
Nel 2004, ha pubblicato il suo primo album da solista On My Way to Church. La pubblicazione del suo secondo album, Harlem: Diary of a Summer nel 2005, è coincisa con l'arrivo di Jones alla E1 Music in qualità di produttore esecutivo. L'anno successivo ha pubblicato il suo terzo album, dal quale è stato estratto il suo singolo di maggior successo We Fly High, arrivata alla quinta posizione della Billboard Hot 100 ed alla vetta della Hot Rap Tracks chart. Inoltre il brano viene adottato dalla squadra di football americano New York Giants come proprio inno non ufficiale.
Nel 2006, ha formato il suo gruppo musicale rap, i ByrdGang. Nel 2009 ha vinto un Urban Music Awards insieme a Ron Browz e Juelz Santana , nella categoria "Miglior collaborazione". In tempi più recenti Jim Jones ha collaborato con Damon Dash nel fondare la Splash Records. Il 5 aprile 2011 Jones ha pubblicato il suo quinto album Capo.
Jim Jones ha anche un proprio team di skating freestyle, con il quale progetta di partecipare agli X Games in futuro.

## Discografia
Album in studio
- 2004 – On My Way to Church
- 2005 – Harlem: Diary of a Summer
- 2006 – Hustler's P.O.M.E. (Product of My Environment)
- 2009 – Pray IV Reign
- 2011 – Capo[7]
- 2018 – Wasted Talent
- 2019 – El Capo

Album collaborativi
- 2003 – Diplomatic Immunity (con The Diplomats)
- 2004 – Diplomatic Immunity 2 (con The Diplomats)
- 2008 – M.O.B.: The Album (con ByrdGang)
- 2009 – The Rooftop (con DJ Webstar)

Compilation
- 2006 – A Dipset X-Mas
- 2008 – A Tribute To Bad Santa Starring Mike Epps (con Skull Gang)